# Giro Rosa 2018
29. edycja kobiecego, etapowego wyścigu kolarskiego Giro Rosa odbyła się w dniach 6 – 15 lipca 2018 roku we Włoszech. Liczyła 10 etapów o łącznym dystansie 970,29 km.
Giro Rosa był czternastym w sezonie wyścigiem cyklu UCI Women’s World Tour, będącym serią najbardziej prestiżowych zawodów kobiecego kolarstwa.
Zwyciężczynią została Holenderka Annemiek van Vleuten, która w poprzedniej edycji zajęła 3. miejsce.

## Etapy
| Etap | Data     | Start – Meta                              | km    | Typ         | Zwycięzca etapu      | Lider                |
| ---- | -------- | ----------------------------------------- | ----- | ----------- | -------------------- | -------------------- |
| 1.   | 6 lipca  | Verbania                                  | 11,5  | TTT         | Team Sunweb          | Ellen van Dijk       |
| 2.   | 7 lipca  | Ovada – Ovada                             | 12,4  | Pagórkowaty | Kirsten Wild         | Lucinda Brand        |
| 3.   | 8 lipca  | Corbetta – Corbetta                       | 132   | Płaski      | Jolien D’Hoore       | Leah Kirchmann       |
| 4.   | 9 lipca  | Piacenza – Piacenza                       | 109   | Płaski      | Jolien D’Hoore       | Leah Kirchmann       |
| 5.   | 10 lipca | Omegna – Omegna                           | 122,6 | Pagórkowaty | Ruth Winder          | Ruth Winder          |
| 6.   | 11 lipca | Sovico – Gerola Alta                      | 114,1 | Górski      | Amanda Spratt        | Amanda Spratt        |
| 7.   | 12 lipca | Lanzada                                   | 15    | ITT         | Annemiek van Vleuten | Annemiek van Vleuten |
| 8.   | 13 lipca | San Giorgio – Breganze                    | 121,6 | Płaski      | Marianne Vos         | Annemiek van Vleuten |
| 9.   | 14 lipca | Tricesimo – Monte Zoncolan                | 104,7 | Górski      | Annemiek van Vleuten | Annemiek van Vleuten |
| 10.  | 15 lipca | Cividale del Friuli – Cividale del Friuli | 120,3 | Pagórkowaty | Annemiek van Vleuten | Annemiek van Vleuten |

### Etap 1 – 06.07: Verbania – 15,5 km
| #  | Zespół           | Czas    |
| -- | ---------------- | ------- |
| 1. | Team Sunweb      | 18' 24" |
| 2. | Mitchelton-Scott | + 1"    |
| 3. | Boels-Dolmans    | + 12"   |

| #   | Zawodniczka          | Zespół        | Czas     |
| --- | -------------------- | ------------- | -------- |
| 1.  | Ellen van Dijk       | Team Sunweb   | 18' 24"  |
| 2.  | Liane Lippert        | Team Sunweb   | + 0"     |
| 3.  | Juliette Labous      | Team Sunweb   | + 0"     |
|     |                      |               |          |
| 22. | Katarzyna Niewiadoma | Canyon–SRAM   | + 26"    |
| 38. | Małgorzata Jasińska  | Movistar Team | + 1' 11" |
| 54. | Anna Plichta         | Boels-Dolmans | + 3' 11" |

### Etap 2 – 07.07: Ovada – Ovada – 120,4 km
| #   | Zawodniczka          | Zespół              | Czas       |
| --- | -------------------- | ------------------- | ---------- |
| 1.  | Kirsten Wild         | Wiggle High5        | 3h 22' 00" |
| 2.  | Giorgia Bronzini     | Cylance Pro Cycling | + 0"       |
| 3.  | Marianne Vos         | WaowDeals           | + 0"       |
|     |                      |                     |            |
| 29. | Katarzyna Niewiadoma | Canyon–SRAM         | + 0"       |
| 30. | Małgorzata Jasińska  | Movistar Team       | + 0"       |
| 99. | Anna Plichta         | Boels-Dolmans       | + 32"      |

| #    | Zawodniczka          | Zespół        | Czas       |
| ---- | -------------------- | ------------- | ---------- |
| 1.   | Lucinda Brand        | Team Sunweb   | 3h 40' 22" |
| 2.   | Leah Kirchmann       | Team Sunweb   | + 0"       |
| 3.   | Ellen van Dijk       | Team Sunweb   | + 3"       |
|      |                      |               |            |
| 22.  | Katarzyna Niewiadoma | Canyon–SRAM   | + 29"      |
| 37.  | Małgorzata Jasińska  | Movistar Team | + 1' 13"   |
| 100. | Anna Plichta         | Boels-Dolmans | + 3' 46"   |

### Etap 3 – 08.07: Corbetta – Corbetta – 132 km
| #    | Zawodniczka          | Zespół           | Czas       |
| ---- | -------------------- | ---------------- | ---------- |
| 1.   | Jolien D’Hoore       | Mitchelton-Scott | 3h 15' 47" |
| 2.   | Kirsten Wild         | Wiggle High5     | + 0"       |
| 3.   | Alexis Ryan          | Canyon–SRAM      | + 0"       |
|      |                      |                  |            |
| 37.  | Katarzyna Niewiadoma | Canyon–SRAM      | + 4"       |
| 47.  | Małgorzata Jasińska  | Movistar Team    | + 25"      |
| 130. | Anna Plichta         | Boels-Dolmans    | + 1' 55"   |

| #   | Zawodniczka          | Zespół        | Czas       |
| --- | -------------------- | ------------- | ---------- |
| 1.  | Leah Kirchmann       | Team Sunweb   | 6h 56' 07" |
| 2.  | Lucinda Brand        | Team Sunweb   | + 5"       |
| 3.  | Ellen van Dijk       | Team Sunweb   | + 9"       |
|     |                      |               |            |
| 19. | Katarzyna Niewiadoma | Canyon–SRAM   | + 35"      |
| 37. | Małgorzata Jasińska  | Movistar Team | + 1' 40"   |
| 97. | Anna Plichta         | Boels-Dolmans | + 5' 43"   |

### Etap 4 – 09.07: Piacenza – Piacenza – 109 km
| #    | Zawodniczka          | Zespół           | Czas       |
| ---- | -------------------- | ---------------- | ---------- |
| 1.   | Jolien D’Hoore       | Mitchelton-Scott | 2h 42' 25" |
| 2.   | Marta Bastianelli    | Alé–Cipollini    | + 0"       |
| 3.   | Lotta Lepisto        | Cervélo-Bigla    | + 0"       |
|      |                      |                  |            |
| 39.  | Katarzyna Niewiadoma | Canyon–SRAM      | + 7"       |
| 54.  | Anna Plichta         | Boels-Dolmans    | + 7"       |
| 139. | Małgorzata Jasińska  | Movistar Team    | + 3' 34"   |

| #   | Zawodniczka          | Zespół        | Czas       |
| --- | -------------------- | ------------- | ---------- |
| 1.  | Leah Kirchmann       | Team Sunweb   | 9h 38' 31" |
| 2.  | Lucinda Brand        | Team Sunweb   | + 6"       |
| 3.  | Ruth Winder          | Team Sunweb   | + 10"      |
|     |                      |               |            |
| 18. | Katarzyna Niewiadoma | Canyon–SRAM   | + 43"      |
| 84. | Małgorzata Jasińska  | Movistar Team | + 5' 15"   |
| 89. | Anna Plichta         | Boels-Dolmans | + 5' 51"   |

### Etap 5 – 10.07: Omegna – Omegna – 122,6 km
| #    | Zawodniczka          | Zespół                         | Czas       |
| ---- | -------------------- | ------------------------------ | ---------- |
| 1.   | Ruth Winder          | Team Sunweb                    | 3h 01' 06" |
| 2.   | Tayler Wiles         | Trek–Drops                     | + 1"       |
| 3.   | Alice Arzuffi        | Bizkaia Durango–Euskadi Murias | + 1"       |
|      |                      |                                |            |
| 26.  | Katarzyna Niewiadoma | Canyon–SRAM                    | + 1' 17"   |
| 33.  | Małgorzata Jasińska  | Movistar Team                  | + 1' 17"   |
| 103. | Anna Plichta         | Boels-Dolmans                  | + 12' 41"  |

| #   | Zawodniczka          | Zespół        | Czas        |
| --- | -------------------- | ------------- | ----------- |
| 1.  | Ruth Winder          | Team Sunweb   | 12h 39' 36" |
| 2.  | Leah Kirchmann       | Team Sunweb   | + 1' 18     |
| 3.  | Lucinda Brand        | Team Sunweb   | + 1' 24"    |
|     |                      |               |             |
| 10. | Katarzyna Niewiadoma | Canyon–SRAM   | + 2' 01"    |
| 49. | Małgorzata Jasińska  | Movistar Team | + 6' 33"    |
| 91. | Anna Plichta         | Boels-Dolmans | + 18' 33"   |

### Etap 6 – 11.07: Sovico – Gerola Alta – 114,1 km
| #   | Zawodniczka          | Zespół           | Czas       |
| --- | -------------------- | ---------------- | ---------- |
| 1.  | Amanda Spratt        | Mitchelton-Scott | 2h 57' 49" |
| 2.  | Annemiek van Vleuten | Mitchelton-Scott | + 29"      |
| 3.  | Ashleigh Moolman     | Cervélo-Bigla    | + 31"      |
|     |                      |                  |            |
| 7.  | Katarzyna Niewiadoma | Canyon–SRAM      | + 34"      |
| 25. | Małgorzata Jasińska  | Movistar Team    | + 3' 02"   |
| 69. | Anna Plichta         | Boels-Dolmans    | + 9' 40"   |

| #   | Zawodniczka          | Zespół           | Czas        |
| --- | -------------------- | ---------------- | ----------- |
| 1.  | Amanda Spratt        | Mitchelton-Scott | 15h 38' 44" |
| 2.  | Ruth Winder          | Team Sunweb      | + 30"       |
| 3.  | Annemiek van Vleuten | Mitchelton-Scott | + 33"       |
|     |                      |                  |             |
| 7.  | Katarzyna Niewiadoma | Canyon–SRAM      | + 1' 16"    |
| 35. | Małgorzata Jasińska  | Movistar Team    | + 8' 16"    |
| 87. | Anna Plichta         | Boels-Dolmans    | + 26' 54"   |

### Etap 7 – 12.07: Lanzada – 15 km
| #    | Zawodniczka          | Zespół           | Czas      |
| ---- | -------------------- | ---------------- | --------- |
| 1.   | Annemiek van Vleuten | Mitchelton-Scott | 46' 07"   |
| 2.   | Ashleigh Moolman     | Cervélo-Bigla    | + 2' 28"  |
| 3.   | Lucinda Brand        | Team Sunweb      | + 2' 54"  |
|      |                      |                  |           |
| 7.   | Katarzyna Niewiadoma | Canyon–SRAM      | + 3' 37"  |
| 71.  | Anna Plichta         | Boels-Dolmans    | + 11' 09" |
| 139. | Małgorzata Jasińska  | Movistar Team    | + 19' 18" |

| #   | Zawodniczka          | Zespół           | Czas        |
| --- | -------------------- | ---------------- | ----------- |
| 1.  | Annemiek van Vleuten | Mitchelton-Scott | 16h 25' 23" |
| 2.  | Amanda Spratt        | Mitchelton-Scott | + 2' 53"    |
| 3.  | Ashleigh Moolman     | Cervélo-Bigla    | + 2' 54"    |
|     |                      |                  |             |
| 5.  | Katarzyna Niewiadoma | Canyon–SRAM      | + 4' 21"    |
| 61. | Małgorzata Jasińska  | Movistar Team    | + 27' 01"   |
| 82. | Anna Plichta         | Boels-Dolmans    | + 37' 30"   |

### Etap 8 – 13.07: San Giorgio – Breganze – 121,6 km
| #   | Zawodniczka          | Zespół        | Czas       |
| --- | -------------------- | ------------- | ---------- |
| 1.  | Marianne Vos         | WaowDeals     | 3h 06' 38" |
| 2.  | Elisa Longo Borghini | Wiggle High5  | + 0"       |
| 3.  | Lucinda Brand        | Team Sunweb   | + 0"       |
|     |                      |               |            |
| 21. | Katarzyna Niewiadoma | Canyon–SRAM   | + 23"      |
| 41. | Małgorzata Jasińska  | Movistar Team | + 1' 14"   |
| 68. | Anna Plichta         | Boels-Dolmans | + 3' 19"   |

| #   | Zawodniczka          | Zespół           | Czas        |
| --- | -------------------- | ---------------- | ----------- |
| 1.  | Annemiek van Vleuten | Mitchelton-Scott | 19h 32' 24" |
| 2.  | Lucinda Brand        | Team Sunweb      | + 2' 29"    |
| 3.  | Ashleigh Moolman     | Cervélo-Bigla    | + 2' 51"    |
|     |                      |                  |             |
| 5.  | Katarzyna Niewiadoma | Canyon–SRAM      | + 4' 21"    |
| 58. | Małgorzata Jasińska  | Movistar Team    | + 27' 52"   |
| 80. | Anna Plichta         | Boels-Dolmans    | + 40' 26"   |

### Etap 9 – 14.07: Tricesimo – Monte Zoncolan – 104,7 km
| #   | Zawodniczka          | Zespół           | Czas       |
| --- | -------------------- | ---------------- | ---------- |
| 1.  | Annemiek van Vleuten | Mitchelton-Scott | 3h 17' 54" |
| 2.  | Ashleigh Moolman     | Cervélo-Bigla    | + 40"      |
| 3.  | Amanda Spratt        | Mitchelton-Scott | + 2' 54"   |
|     |                      |                  |            |
| 11. | Katarzyna Niewiadoma | Canyon–SRAM      | + 5' 42"   |
| 39. | Małgorzata Jasińska  | Movistar Team    | + 12' 55"  |
| 77. | Anna Plichta         | Boels-Dolmans    | + 17' 16"  |

| #   | Zawodniczka          | Zespół           | Czas        |
| --- | -------------------- | ---------------- | ----------- |
| 1.  | Annemiek van Vleuten | Mitchelton-Scott | 22h 50' 08" |
| 2.  | Ashleigh Moolman     | Cervélo-Bigla    | + 3' 35"    |
| 3.  | Amanda Spratt        | Mitchelton-Scott | + 5' 53"    |
|     |                      |                  |             |
| 7.  | Katarzyna Niewiadoma | Canyon–SRAM      | + 10' 13"   |
| 51. | Małgorzata Jasińska  | Movistar Team    | + 40' 57"   |
| 78. | Anna Plichta         | Boels-Dolmans    | + 57' 52"   |

### Etap 10 – 15.07: Cividale del Friuli – Cividale del Friuli – 120,3 km
| #   | Zawodniczka          | Zespół              | Czas       |
| --- | -------------------- | ------------------- | ---------- |
| 1.  | Annemiek van Vleuten | Mitchelton-Scott    | 3h 00' 24" |
| 2.  | Lucinda Brand        | Team Sunweb         | + 27"      |
| 3.  | Katarzyna Niewiadoma | Canyon–SRAM         | + 27"      |
|     |                      |                     |            |
| 17. | Małgorzata Jasińska  | Cylance Pro Cycling | + 3' 04"   |
| 76. | Anna Plichta         | WM3 Pro Cycling     | + 7' 19"   |

| #   | Zawodniczka          | Zespół           | Czas         |
| --- | -------------------- | ---------------- | ------------ |
| 1.  | Annemiek van Vleuten | Mitchelton-Scott | 25h 50' 22"  |
| 2.  | Ashleigh Moolman     | Cervélo-Bigla    | + 4' 12"     |
| 3.  | Amanda Spratt        | Mitchelton-Scott | + 6' 30"     |
|     |                      |                  |              |
| 7.  | Katarzyna Niewiadoma | Canyon–SRAM      | + 10' 46"    |
| 46. | Małgorzata Jasińska  | Movistar Team    | + 44' 11"    |
| 76. | Anna Plichta         | Boels-Dolmans    | + 1h 05' 21" |

## Liderki klasyfikacji po etapach
| Etap                 | Zwyciężczyni         | Klasyfikacja generalna · | Klasyfikacja punktowa · | Klasyfikacja górska · | Klasyfikacja młodzieżowa · | Klasyfikacja drużynowa · |
| -------------------- | -------------------- | ------------------------ | ----------------------- | --------------------- | -------------------------- | ------------------------ |
| 1 (TTT)              | Team Sunweb          | Ellen van Dijkl          | nie przyznawano         | nie przyznawano       | Liane Lippert              | Team Sunweb              |
| 2                    | Kirsten Wild         | Lucinda Brand            | Kirsten Wild            | Sheyla Gutiérrez      | Juliette Labous            | Team Sunweb              |
| 3                    | Jolien d'Hoore       | Leah Kirchmann           | Kirsten Wild            | Sheyla Gutiérrez      | Juliette Labous            | Team Sunweb              |
| 4                    | Jolien D’Hoore       | Leah Kirchmann           | Kirsten Wild            | Elisa Longo Borghini  | Juliette Labous            | Team Sunweb              |
| 5                    | Ruth Winder          | Ruth Winder              | Kirsten Wild            | Elisa Longo Borghini  | Sofia Bertizzolo           | Team Sunweb              |
| 6                    | Amanda Spratt        | Amanda Spratt            | Kirsten Wild            | Amanda Spratt         | Sofia Bertizzolo           | Team Sunweb              |
| 7 (ITT)              | Annemiek van Vleuten | Annemiek van Vleuten     | Kirsten Wild            | Amanda Spratt         | Nadia Quagliotto           | Team Sunweb              |
| 8                    | Marianne Vos         | Annemiek van Vleuten     | Marianne Vos            | Amanda Spratt         | Nadia Quagliotto           | Team Sunweb              |
| 9                    | Annemiek van Vleuten | Annemiek van Vleuten     | Annemiek van Vleuten    | Amanda Spratt         | Sofia Bertizzolo           | Team Sunweb              |
| 10                   | Annemiek van Vleuten | Annemiek van Vleuten     | Annemiek van Vleuten    | Amanda Spratt         | Sofia Bertizzolo           | Team Sunweb              |
| Klasyfikacja końcowa | Klasyfikacja końcowa | Annemiek van Vleuten     | Annemiek van Vleuten    | Amanda Spratt         | Sofia Bertizzolo           | Team Sunweb              |

## Klasyfikacje końcowe

### Klasyfikacja generalna
|    | Zawodniczka           | Zespół           | Czas         |
| -- | --------------------- | ---------------- | ------------ |
| 1  | Annemiek van Vleuten  | Mitchelton-Scott | 25h 50' 22"  |
| 2  | Ashleigh Moolman      | Cervélo–Bigla    | + 4' 12"     |
| 3  | Amanda Spratt         | Mitchelton-Scott | + 6' 30"     |
| 4  | Lucinda Brand         | Team Sunweb      | + 7' 36"     |
| 5  | Megan Guarnier        | Boels-Dolmans    | + 9' 20"     |
| 6  | Cecilie Uttrup Ludwig | Cervélo–Bigla    | + 10' 38"    |
| 7  | Katarzyna Niewiadoma  | Canyon–SRAM      | + 10' 46"    |
| 8  | Eider Merino          | Movistar Team    | + 12' 37"    |
| 9  | Ane Santesteban       | Alé Cipollini    | + 13' 12"    |
| 10 | Elisa Longo Borghini  | Wiggle High5     | + 13' 47"    |
|    |                       |                  |              |
| 46 | Małgorzata Jasińska   | Movistar Team    | + 44' 11"    |
| 76 | Anna Plichta          | Boels-Dolmans    | + 1h 05' 21" |

### Klasyfikacja punktowa
|   | Zawodniczka          | Zespół           | Punkty |
| - | -------------------- | ---------------- | ------ |
| 1 | Annemiek van Vleuten | Mitchelton-Scott | 57     |
| 2 | Amanda Spratt        | Mitchelton-Scott | 41     |
| 3 | Lucinda Brand        | Team Sunweb      | 40     |
|   |                      |                  |        |
| 9 | Katarzyna Niewiadoma | Canyon–SRAM      | 18     |

### Klasyfikacja górska
|   | Zawodniczka          | Zespół           | Punkty |
| - | -------------------- | ---------------- | ------ |
| 1 | Amanda Spratt        | Mitchelton-Scott | 51     |
| 2 | Annemiek van Vleuten | Mitchelton-Scott | 49     |
| 3 | Ashleigh Moolman     | Cervélo-Bigla    | 43     |
|   |                      |                  |        |
| 6 | Katarzyna Niewiadoma | Canyon–SRAM      | 15     |

### Klasyfikacja młodzieżowa
|   | Zawodnik         | Zespół                  | Czas        |
| - | ---------------- | ----------------------- | ----------- |
| 1 | Sofia Bertizzolo | Astana Women’s Team     | 26h 14' 22" |
| 2 | Nadia Quagliotto | Top Girls Fassa Bortolo | + 4' 15"    |
| 3 | Juliette Labous  | Team Sunweb             | + 6' 39"    |

### Klasyfikacja drużynowa
| M-ce | Zespół        | Czas        |
| ---- | ------------- | ----------- |
| 1.   | Team Sunweb   | 77h 36′ 34″ |
| 2.   | Movistar Team | + 5' 34"    |
| 3.   | Cervélo-Bigla | + 18' 03"   |